# Юлія Соемія
Юлія Соемія (*Julia Soaemias, 180 — 11 березня 222) — впливова матрона та політик часів Римської імперії.

## Біографія
Походила зі впливової сирійської родини. Народилася у м. Емеса (сучасне м. Хомс, Сирія). Донька Гая Юлія Авіта Алексіана та Юлії Мези. Була небогою Юлії Домни, дружини імператора Септимія Севара. Замолоду вийшла заміж за Секста Варій Марцелла, аристократа з м. Апамея (Сирія). Мала від нього сина.
Після отримання Севером у 193 році трону, разом із матір'ю перебралася до Рима, де мешкала в імператорському палаці до 217 року, коли було вбито її двоюрідного брата — імператора Каракаллу. Тоді ж втратила чоловіка.
У 217 році разом з родиною повертається до Сирії. Втім, вже у 218 році разом із Юлією Мезою підняли повстання проти імператора Макріна. Саме дії цих жінок надихнули війська у вирішальній битві проти Макріна 8 червня того ж року.
Після перемоги та прибуття до Рима нового імператора Геліоглабала, сина Юлії Соемії, остання отримала титул Августи. Відтоді вона разом із матір'ю фактично перебрали кермо імперії на себе. При цьому Юлія Соемія заохочувала безумства свого сина, щоб спокійно панувати. Разом з тим намагалася не дозволити своїй сестрі Юлії Мамеї та небожу Алексіану здобути владу.
Поступово боротьба між сестрами перейшла у вирішальну стадію. 11 березня 222 року під час перебування у таборі преторіанців Юлія Соемія та Геліогабал намагалися знищити Юлію Мамею та Алексіана, проте преторіанці виступили проти Соемії та її сина, яких було вбито.

## Родина
Чоловік — Секст Варій Марцелл.
Діти:
- Геліогабал, римський імператор у 218–222 роках